# Petrophile acicularis
Petrophile acicularis är en tvåhjärtbladig växtart som beskrevs av Robert Brown. Petrophile acicularis ingår i släktet Petrophile och familjen Proteaceae. Inga underarter finns listade i Catalogue of Life.